# Municipio de Wayne (condado de Belmont)
El municipio de Wayne (en inglés: Wayne Township) es un municipio ubicado en el condado de Belmont en el estado estadounidense de Ohio. En el año 2010 tenía una población de 709 habitantes y una densidad poblacional de 7,69 personas por km².

## Geografía
El municipio de Wayne se encuentra ubicado en las coordenadas 39°54′14″N 81°4′20″O / 39.90389, -81.07222. Según la Oficina del Censo de los Estados Unidos, el municipio tiene una superficie total de 92.18 km², de la cual 91,22 km² corresponden a tierra firme y (1,05 %) 0,97 km² es agua.

## Demografía
Según el censo de 2010, había 709 personas residiendo en el municipio de Wayne. La densidad de población era de 7,69 hab./km². De los 709 habitantes, el municipio de Wayne estaba compuesto por el 97,88 % blancos, el 0,42 % eran afroamericanos, el 0,28 % eran amerindios y el 1,41 % eran de una mezcla de razas. Del total de la población el 0 % eran hispanos o latinos de cualquier raza.